# Nissan Invitation
Nissan Invitation – koncepcyjny model Nissana, który ma konkurować m.in. z Volkswagenem Golfem i Fordem Focusem. Produkcją zajmie się brytyjska fabryka w Sunderland, a pierwsze egzemplarze trafią do sprzedaży w 2014 roku.